# Tyrotama australis
Tyrotama australis är en spindelart som först beskrevs av Simon 1893.  Tyrotama australis ingår i släktet Tyrotama och familjen Hersiliidae. Inga underarter finns listade i Catalogue of Life.